# Буймистер, Людмила Анатольевна
Людмила Анатольевна Буймистер (укр. Людмила Анатоліївна Буймістер; род. 5 ноября 1985, Москва) — украинский политик и менеджер. Народный депутат Украины IX созыва (с 2019 года). Член партии «Слуга народа».

## Биография
Родилась 5 ноября 1985 в Москве в семье дипломатов. Отец — Анатолий Иванович Буймистер, мать — Корнелия Евгеньевна Лускалова. Людмила окончила МГИМО по специальности «международное публичное право». Имеет диплом Лондонской бизнес-школы по специальности «корпоративные финансы: оценка бизнеса, риск, реструктуризация».
Начала трудовую деятельность в 2002 году помощницей главного юриста в нефтяной компании ЮКОС. Позднее работала в компаниях, связанными с предпринимателем Сергеем Тарутой. Являлась советником председателя совета директоров корпорации «Индустриальный союз Донбасса» (ИСД). С 2012 года являлась директором и председателем наблюдательного совета GSG Towers, производителя башен для ветроэлектростанций, входящего в состав Гданьской судоверфи. После продажи компании в 2018 году Буймистер переехала на Украину. С 2016 по 2018 год — генеральный директор кинодистрибьюторской компании «Киномания», где совладельцем являлась дочери Таруты Екатерина и Татьяна.
С апреля 2018 года занималась консультированием в области альтернативной энергетики и устойчивого развития. Соучредитель благотворительной организации «Агентство восстановления и развития Донбасса» и благотворительного фонда «Спасём наш Киев». По состоянию на 2019 год являлась членом наблюдательного совета Дунайского металлургического комбината, входящего в корпорацию ИСД.

### Политическая деятельность
На парламентских выборах 2019 года была избрана народным депутатом по округу № 223 (Шевченковский район Киева) от партии «Слуга народа». На момент выборов являлась беспартийной, однако к лету следующего года стала членом партийной организации «Слуги народа» в Киеве. В Верховной раде возглавила подкомитет по вопросам развития конкуренции и равных условий для бизнеса. Входила в состав временной следственной комиссии по вопросам расследования причин убыточности предприятий угольно-промышленного комплекса. Член постоянной делегации в Парламентской ассамблее НАТО.
В июле 2021 года была одной из немногих представителей фракции «Слуги народа», голосовавших против «антиолигорхического закона», инициированного президентом Владимиром Зеленским. 19 октября 2021 года была исключена из фракции «Слуга народа». В ноябре 2021 года Буймистер присоединилась к межфракционному объединению «Разумная политика», созданного бывшим спикером парламента Дмитрием Разумковым.

## Личная жизнь
Супруг: Сергей Петрович Журавель — архитектор и помощник на общественных началах Людмилы Буймистер в парламенте. Дочь от первого брака — Анастасия Романовна Буймистер, дочь от второго брака — Виктория Сергеевна Журавель-Буймистер.